# Slovenien vid världsmästerskapen i friidrott 2022
Slovenien tävlade vid världsmästerskapen i friidrott 2022 i Eugene i USA mellan den 15 och 24 juli 2022. Slovenien hade en trupp på 10 idrottare, varav tre herrar och sju damer.

## Medaljörer
| Medalj | Idrottare    | Gren             | Datum   |
| ------ | ------------ | ---------------- | ------- |
| Guld   | Kristjan Čeh | Herrarnas diskus | 19 juli |

## Resultat

### Herrar
Gång- och löpgrenar
| Idrottare  | Gren      | Försöksheat | Försöksheat | Semifinal        | Semifinal        | Final            | Final            |
| Idrottare  | Gren      | Resultat    | Placering   | Resultat         | Placering        | Resultat         | Placering        |
| ---------- | --------- | ----------- | ----------- | ---------------- | ---------------- | ---------------- | ---------------- |
| Žan Rudolf | 800 meter | 1.49,87     | 39          | Gick inte vidare | Gick inte vidare | Gick inte vidare | Gick inte vidare |

Teknikgrenar
| Idrottare     | Gren     | Kval    | Kval      | Final            | Final            |
| Idrottare     | Gren     | Distans | Placering | Distans          | Placering        |
| ------------- | -------- | ------- | --------- | ---------------- | ---------------- |
| Robert Renner | Stavhopp | 5,50 m  | 27        | Gick inte vidare | Gick inte vidare |
| Kristjan Čeh  | Diskus   | 68,23 m | 2 0Q0     | 71,13 m 0MR0     | 1                |

### Damer
Gång- och löpgrenar
| Idrottare             | Gren               | Försöksheat  | Försöksheat | Semifinal        | Semifinal        | Final            | Final            |
| Idrottare             | Gren               | Resultat     | Placering   | Resultat         | Placering        | Resultat         | Placering        |
| --------------------- | ------------------ | ------------ | ----------- | ---------------- | ---------------- | ---------------- | ---------------- |
| Anita Horvat          | 400 meter          | 52,67        | 33          | Gick inte vidare | Gick inte vidare | Gick inte vidare | Gick inte vidare |
| Anita Horvat          | 800 meter          | 2.01,48      | 18 0Q0      | 1.59,60 0PB0     | 6 0q0            | 1.59,83          | 7                |
| Jerneja Smonkar       | 800 meter          | 2.02,48      | 31          | Gick inte vidare | Gick inte vidare | Gick inte vidare | Gick inte vidare |
| Agata Zupin           | 400 meter häck     | 57,12        | 32          | Gick inte vidare | Gick inte vidare | Gick inte vidare | Gick inte vidare |
| Maruša Mišmaš-Zrimšek | 3 000 meter hinder | 9.17,14 0SB0 | 11 0Q0      | —                | —                | 9.40,78          | 14               |

Teknikgrenar
| Idrottare        | Gren     | Kval    | Kval      | Final            | Final            |
| Idrottare        | Gren     | Distans | Placering | Distans          | Placering        |
| ---------------- | -------- | ------- | --------- | ---------------- | ---------------- |
| Lia Apostolovski | Höjdhopp | 1,90 m  | =10 0q0   | 1,89 m           | 12               |
| Tina Šutej       | Stavhopp | 4,35 m  | =12 0q0   | 4,70 m           | 4                |
| Neja Filipič     | Tresteg  | 14,05 m | 16        | Gick inte vidare | Gick inte vidare |